# Adze of penguin
『Adze of penguin』（アッズ・オブ・ペンギン）はthe band apartの4枚目のアルバムである。

## 収録曲
1. enter
2. Falling
3. I love you Wasted Junks & Greens
4. Cosmic Shoes
5. bacon and eggs
6. Malibu
7. Moonlight Stepper
8. pieces of yesterday
9. July
10. Waiting

## 内容
- 「bacon and eggs」「pieces of yesterday」の2曲ではアコースティックギターが使われている。Adze of penguin以前の作品においてもエレキギターに重ねてアコースティックギターが用いられることはあったが、メインの楽器（ライブの際に使用するもの）としての導入はこれが初めてである。
- 「Malibu」ではバンドの英詞アドバイザーであるジョージ・ボッドマンが作詞を手がけている。
- アルバムタイトルであるAdze of penguin（ペンギンの手斧）とは北欧神話に登場するロンギヌスの槍に次いで二番目に強いとされる武器の名前である、というのはDr.木暮栄一が酔っているときにインタビュアーについた嘘であり、本当は「仲間内の隠語みたいなもん」。
- アルバム制作は毎回制作期限ギリギリまで曲作りに追われ「地獄」と本人達が表現するほど追いつめられるのが通例だが本アルバムにおいては以前の作品の時以上に行き詰まっていたようである。Ba.原昌和曰く「毎回極限状態だけど、今回は最たる極限だった。」

### シングルでリリースされた曲
- マキシシングルfadeouts（for JUSTICE）（限定盤）に「Moonlight Stepper」が収録されている。